# 野手耐
野手耐（日语：／ Node Taeru，1876年8月17日—1945年8月6日），日本政治人物，朝鮮總督府、内務省官僚。
出生在茨城縣豐田郡（今下妻市），是自由民權運動家野手一郎之子。1904年畢業於東京帝國大學法科大學，同年11月通過高等文官試驗的行政科試驗，進入大藏省主稅局工作。此後轉入朝鮮總督府工作，歷任朝鮮總督府鎮南浦稅關長、釜山稅關長、事務官、遞信局海事課長、海員審判所長、營林廠長等職，1924年離開總督府。
1927年5月任埼玉縣知事；同年11月轉任和歌山縣知事。1929年7月休職，8月8日，依其請求，正式免官。此後來到廣島市當律師。1938年12月，任同志社高等商業學校校長，1941年8月退休。1945年8月6日，廣島原子彈爆炸，他被炸死。